# Rassemblement constitutionnel démocratique
Pour les articles homonymes, voir Parti démocrate constitutionnel.
Le Rassemblement constitutionnel démocratique (arabe : التجمع الدستوري الديمقراطي) ou RCD est un parti politique tunisien fondé le 27 février 1988 par Zine el-Abidine Ben Ali dans la lignée du Parti socialiste destourien. Il est dissous par décision judiciaire en première instance le 9 mars 2011, jugement rendu définitif par rejet d'un recours en appel le 28 mars 2011. Durant son existence, il est le parti hégémonique en Tunisie.

## Historique
Il est le successeur de deux partis plus anciens : le Néo-Destour fondé le 2 mars 1934 par Habib Bourguiba et le Parti socialiste destourien (PSD) qui remplace le Néo-Destour le 19 octobre 1964 (toujours sous la direction de Bourguiba). Ce parti, sous ses différentes appellations, a été au pouvoir à partir de l'indépendance obtenue en 1956 ; les présidents Bourguiba et Ben Ali en étaient issus. Il contrôlait la totalité des sièges attribués aux circonscriptions, soit 152 des 189 sièges de la Chambre des députés à l'issue des élections du 24 octobre 2004 (87,59 % des voix).
Revendiquant 2 196 323 membres en 2008, soit un Tunisien adulte sur quatre, le parti compte alors presque deux fois plus de militants qu'à sa fondation. Selon Samir Gharbi, les citoyens y « adhérent en masse pour se rapprocher du sommet de l'État, mais aussi militer contre tous les courants extrémistes (gauchistes ou islamistes) ou, de façon plus matérielle, faciliter leur vie quotidienne », le RCD devenant le « meilleur ascenseur social du pays ».
Jusqu'au début de la révolution tunisienne, le RCD a été membre de l'Internationale socialiste dont il est exclu le 17 janvier 2011. Le lendemain, la quasi-totalité des onze membres du bureau politique quittent le parti ou en sont radiés, à l'image de l'ancien président Ben Ali ; cette instance est officiellement dissoute le 20 janvier, laissant au secrétaire général Mohamed Ghariani le soin d'expédier les affaires courantes. Le même jour, les ministres du « gouvernement d'union nationale » encore affiliés à cette formation annoncent l'avoir quitté eux aussi. De ce fait, le RCD perd son rôle de parti gouvernemental, le « gouvernement d'union nationale » ayant de plus décidé de saisir de ses biens mobiliers et immobiliers. Le 6 février 2011, le ministère de l'Intérieur annonce la suspension des activités du RCD. Sa dissolution juridique est demandée le 21 février à la suite des violences attribuées à ses adhérents, visant à porter atteinte à la sécurité nationale et à contester la révolution ; le Tribunal de première instance de Tunis annonce sa dissolution le 9 mars. Le parti fait recours auprès de la cour d'appel de Tunis qui maintient la dissolution le 28 mars ; cela s'expliquerait par une mauvaise procédure judiciaire de la part de la défense du parti qui s'est adressée à la cour d'appel alors que, d'après la loi gérant les partis politiques, elle aurait dû s'adresser à la cour qui a émis le premier jugement, soit le Tribunal de première instance de Tunis. La dissolution devient définitive avec le rejet de l'appel par la Cour de cassation le 22 avril.
Le parti publiait son propre quotidien en version française et arabe (Le Renouveau et Al Horria). Il a également hérité d'une organisation de jeunesse baptisée « Jeunesse constitutionnelle démocratique » et d'une organisation estudiantine baptisée « Organisation des étudiants du RCD ».

## Congrès
Le Congrès national est l'autorité supérieure du RCD. Il se réunissait tous les cinq ans pour choisir le président du parti, renouveler les instances et déterminer le programme d'action pour le quinquennat qui s'ouvre. Celui-ci s'est réuni aux dates suivantes :
- 29-31 juillet 1988 : Congrès du Salut (Tunis) ;
- 29-31 juillet 1993 : Congrès de la Persévérance (Tunis)[9] ;
- 30 juillet-2 août 1998 : Congrès de l'Excellence (Tunis)[10] ;
- 28-31 juillet 2003 : Congrès de l'Ambition (Tunis)[11] ;
- 30 juillet-2 août 2008 : Congrès du Défi (Tunis)[12].

## Structures

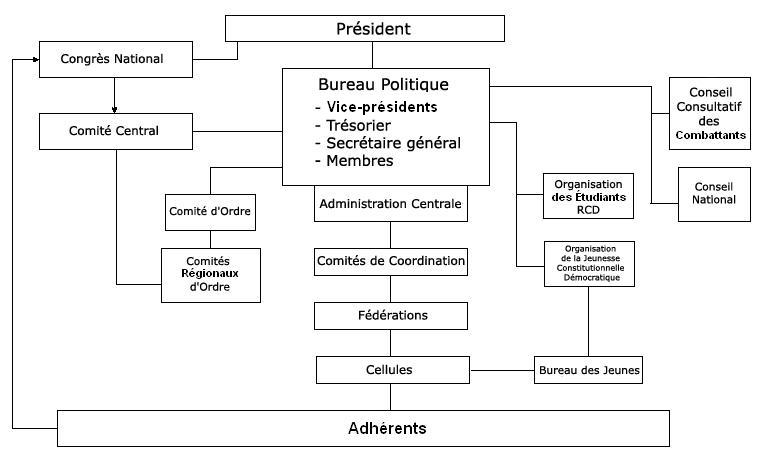
Organigramme du RCD.

### Structures de direction

#### Bureau politique
Le bureau politique, organe suprême du parti, est désigné par le président et se compose des personnalités suivantes avant sa dissolution le 20 janvier 2011 :
- Président[14] : Zine el-Abidine Ben Ali (radié du parti le 18 janvier 2011[15]) ;
- Vice-président : Mohamed Ghannouchi (ancien deuxième vice-président ; a quitté le parti le 18 janvier 2011[15]) ;
- Secrétaire général : Mohamed Ghariani (depuis le 5 septembre 2008) ;
- Trésorier : Abdallah Kallel (radié du parti le 18 janvier 2011) ;
- Membre : Fouad Mebazaa (a quitté le parti le 18 janvier 2011[15]) ;
- Membre : Abdelaziz Ben Dhia (radié du parti le 18 janvier 2011) ;
- Membre : Ahmed Iyadh Ouederni (depuis le 9 mars 2006 ; radié du parti le 18 janvier 2011) ;
- Membre : Rafik Belhaj Kacem (depuis le 9 mars 2006 ; radié du parti le 18 janvier 2011) ;
- Membre : Kamel Morjane (depuis le 26 janvier 2010 ; a quitté le parti le 20 janvier 2011[6]) ;
- Membre : Abdelwahab Abdallah (depuis le 9 mars 2006 ; radié du parti le 18 janvier 2011) ;
- Membre : Néziha Zarrouk (à partir du 26 janvier 2010).

#### Dirigeants

##### Vice-présidents
- 13 avril 1989-9 octobre 1989 : Hédi Baccouche ;
- 9 octobre 1989-5 septembre 2008 : Hamed Karoui (premier vice-président à partir du 26 janvier 2001) ;
- 26 janvier 2001-18 janvier 2011 : Mohamed Ghannouchi (deuxième vice-président jusqu'au 5 septembre 2008).

##### Secrétaires généraux
- 27 février 1988-2 août 1988 : Hédi Baccouche ;
- 2 août 1988-20 février 1991 : Abderrahim Zouari ;
- 20 février 1991-13 juin 1996 : Chédli Neffati ;
- 13 juin 1996-18 novembre 1999 : Abdelaziz Ben Dhia ;
- 18 novembre 1999-5 décembre 2000 : Abderrahim Zouari ;
- 5 décembre 2000-18 août 2005 : Ali Chaouch ;
- 18 août 2005-5 septembre 2008 : Hédi M'henni ;
- 5 septembre 2008-9 mars 2011 : Mohamed Ghariani.

##### Directeur
- 27 février 1988-2 août 1988 : Hamed Karoui

#### Administration centrale
La structure de l'administration centrale se compose des postes suivants :
- Secrétaire général : Mohamed Ghariani (5 septembre 2008) ;
- Directeur du cabinet : Moncef Ben Hmida ;
- Premier secrétaire général-adjoint chargé des structures : Faouzi Aouam ;
- Secrétaire générale-adjointe chargée des relations extérieures :
Hajer Chérif Chebil (19 septembre 2008) ;
- Secrétaire général-adjoint chargé des relations avec les organisations et les associations : Mohamed Ben Abdallah (27 juillet 2010) ;
- Secrétaire général-adjoint chargé du suivi du programme d'avenir du chef de l'État : Riadh Saâda (12 mars 2010) ;
- Secrétaire général-adjoint chargé de la jeunesse, de l'éducation et de la culture : Adel Jarboui (27 juillet 2010) ;
- Secrétaire générale-adjointe chargée de la femme : Abir Moussi (12 janvier 2010) ;
- Secrétaire général de l'Union tunisienne des organisations de jeunesse : Moncef Ben Mansour (11 août 2010) ;
- Directeur du Centre d'études et de formation : Foued Gargouri (12 mars 2010) ;
- Chef du département de l'information et de la documentation : Hammadi Ben Hammed ;
- Chef du département des militants : Mohamed Salah Gharbi ;
- Chef du département de l'action de solidarité : Abderrazak Chakroun ;
- Chef du département des structures et de la mobilisation : Mohamed Ali Jelassi ;
- Chef du département des Tunisiens à l'étranger : Abdelaziz Brahem ;
- Chef du département de l'éducation : Ridha El Mezni ;
- Responsable de l'administration : vacant.

#### Comité central

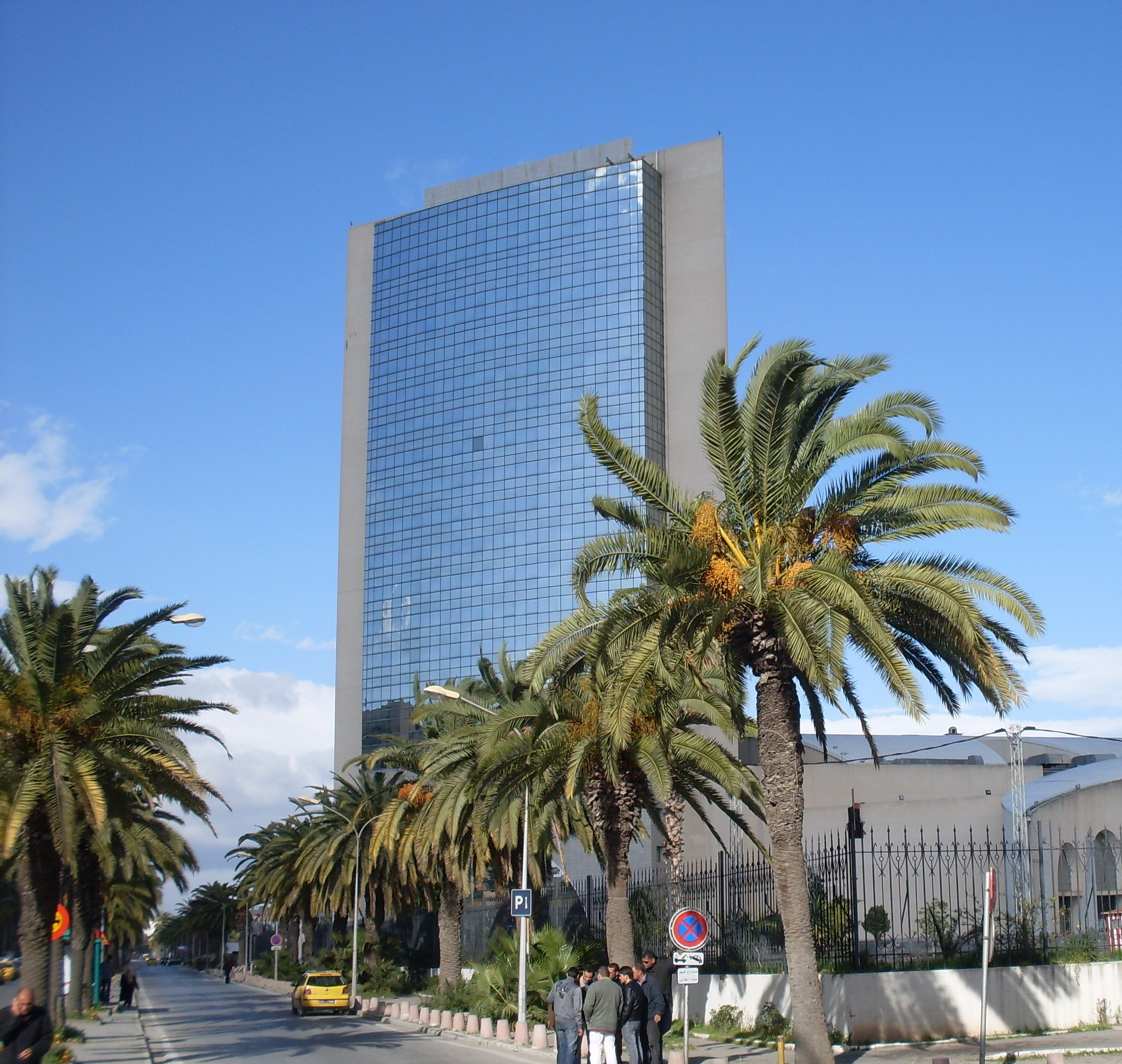
Tour de la nation, ancien siège du RCD à Tunis.

Il se compose de 350 membres (contre 250 en 2003), dont 243 élus par les congressistes et 107 désignés par le président du parti et qui doivent être plébiscités ; il se réunit une fois par semestre. À l'occasion du congrès de 2008, l'article 23 du règlement intérieur est amendé en élargissant le Comité central à des membres supplémentaires âgés de moins de 30 ans et représentant les comités de coordination. Le Comité central passe finalement à un total de 350 membres. Par ailleurs, des commissions permanentes sont créées pour examiner « les thèmes et sujets que leur soumettra le président du RCD ». Ces réformes font suite à un discours du premier vice-président Hamed Karoui qui déplore le 15 juillet 2008 le fait que le Comité central « n'a pas suffisamment apporté d'idées neuves ces cinq dernières années ».
La proportion des membres élus passe de 39 % en 1988 à 69 % en 2008 mais le président du parti a protégé plusieurs membres contre le risque de ne pas être élus par la base du RCD.
| Congrès  | 1988 | 1993 | 1998 | 2003 | 2008 |
| -------- | ---- | ---- | ---- | ---- | ---- |
| Désignés | 122  | 81   | 89   | 100  | 107  |
| Élus     | 78   | 119  | 147  | 150  | 243  |
| Total    | 200  | 200  | 236  | 250  | 350  |

Les membres destouriens du gouvernement et les secrétaires généraux des comités de coordination sont de jure des membres du Comité central. Entre deux congrès, si un membre du Comité central est nommé gouverneur, consul ou ambassadeur, il perd sa qualité de membre car ses nouvelles fonctions sont telles qu'il ne représente plus le RCD mais tout le peuple tunisien.

##### Liste des membres désignés 5 fois
- Hédi Baccouche
- Hamed Karoui
- Mohamed Ghannouchi
- Abdelaziz Ben Dhia
- Abdallah Kallel
- Abdelwahab Abdallah
- Fouad Mebazaa
- Abderrahim Zouari
- Mohamed El Jari
- Sadok Chaâbane
- Sadok Rabah
- Chedli Klibi
- Rachid Sfar
- Sadok Ben Jemâa
- Habiba Messaabi
- Taïeb Sahbani
- Hédi Djilani
- Taoufik Cheikhrouhou
- Hamed Mlika
- Amor Béjaoui
- Mohamed Troudi
- Abdelmajid Bédoui

##### Liste des membres désignés 4 fois
- Ahmed Iyadh Ouederni
- Rafik Belhaj Kacem
- Moncer Rouissi
- Habib Boularès
- Chédli Neffati
- Néziha Zarrouk
- Ali Chaouch
- Mondher Zenaidi
- Hédi M'henni (une fois élu)
- Abderrazak Kéfi
- Mustapha Bouaziz
- Mohamed Mehdi Mlika
- Abdelhafidh Harguem
- Sadok Fayala
- Salem Mekki
- Abdelkrim Azaïez
- Lassaad Ben Osman
- Kamel Haj Sassi
- Faouzi Aouam
- Tijani Haddad
- Slaheddina Maaoui
- Chedlia Boukhchina
- Héchmi Amri
- Houda Kanoun
- Slaheddine Mestaoui
- Béchir Akermi (une fois élu)
- Saïd Gombra (une fois élu)

##### Liste des membres désignés 3 fois
- Béji Caïd Essebsi
- Ahmed Friaâ (une fois élu)
- Taoufik Baccar
- Saïda Agrebi
- Mohamed Ghariani
- Habib Ben Yahia
- Dali Jazi
- Zouheir M'dhaffer
- Riadh Zeghal
- Faoukia Sayeh (une fois élue)
- Rafaâ Dekhil
- Abdelaziz Chouchan
- Abdelbaki Bacha
- Mekki Aloui (deux fois élu)
- Ridha Grira
- Fethi Abdennadher
- Mohamed Ali Bouleyman
- Abdallah Abaab (une fois élu)
- Ali Bousnina
- Alifa Farouk (une fois élue)
- Néziha Ben Yedder
- Féthi Houidi
- Mohamed Hédi Triki
- Abdelwahab Jemal
- Mohamed Ghenima
- Abbès Mohsen
- Hatem Ben Othman
- Néziha Mazhoud

##### Liste des membres élus 5 fois
- Salem Khemili

##### Liste des membres élus 4 fois
- Béchir Ben Amor
- Kacem Ben Khelifa
- Mohamed Cheraïta Ghenainia
- Mohamed Moncef Ben Mosbah
- Moncef Ben Cherifa
- Salah Toumi
- Naceur Chouyakh

##### Liste des membres élus 3 fois
- Mounir Ben Miled
- Afif Chiboub
- Nouri Chaouch
- Touhami Hamrouni
- Boubaker Zakhama
- Hammadi Soussi
- Chakib Dhaouadi
- Rafika Messaoudi
- Saïd Lassoued
- Mouldi Ayari
- Abderrahman Harizi
- Habiba Khalfaoui
- Mohamed Khamassi
- Ridha Bouajina
- Jilani Rezgui
- Abderrazak Ouled Ali
- Souad Najjar Melki
- Hechmi Ouahchi
- Ahmed Saïdi
- Bouraoui Ben Hassine
- Abdellatif Lazreg
- Samira Baïzigue Slama
- Abderrazak Fekih Hassen
- Ghlem Dabbeche (une fois désigné)
- Mohamed Kraïem Mastouri
- Ekram Makni
- Mahmoud Abid
- Mehdi Gouba
- Ali Ouled Alaya
- Ahmed Khalfalli
- Mohamed Lamine
- Manoubia Taïbia
- Ezzedine Zribi

### Structures consultatives

#### Conseil des résistants et des grands militants
Initialement appelé Conseil consultatif des résistants, le Conseil des résistants et des grands militants se compose de combattants et de militants désignés par le président en « hommage à leur fidélité au parti et aux services rendus à la patrie ». À l'occasion du congrès de 2008, les articles 23 et 27 du règlement intérieur sont amendés pour « mieux l'ouvrir aux générations de militants qui ont eu des apports notables dans l'édification de l'État moderne et ont continué de faire preuve de labeur, de don de soi et de persévérance, apportant, ce faisant, le meilleur soutien au Changement et à notre œuvre de réforme. Cet amendement est également destiné à offrir aux membres de ce Conseil, l'opportunité d'être ipso facto, membres du Comité central ». Le conseil est successivement présidé par Jallouli Farès jusqu'en 2001 puis par Taïeb Sahbani jusqu'en 2010.

#### Conseil national
Le Conseil national est un organe consultatif qui se réunit sur convocation du bureau politique pour examiner la situation politique, économique et sociale du pays « dans le cadre de la consolidation de l'unité nationale et de la sauvegarde de la concorde nationale ». Il se compose des membres du Comité central, des représentants des organisations nationales et « organismes populaires » qui coopèrent avec le RCD ainsi que de trois représentants de chaque comité de coordination.

### Structures régionales

#### Comités de coordination

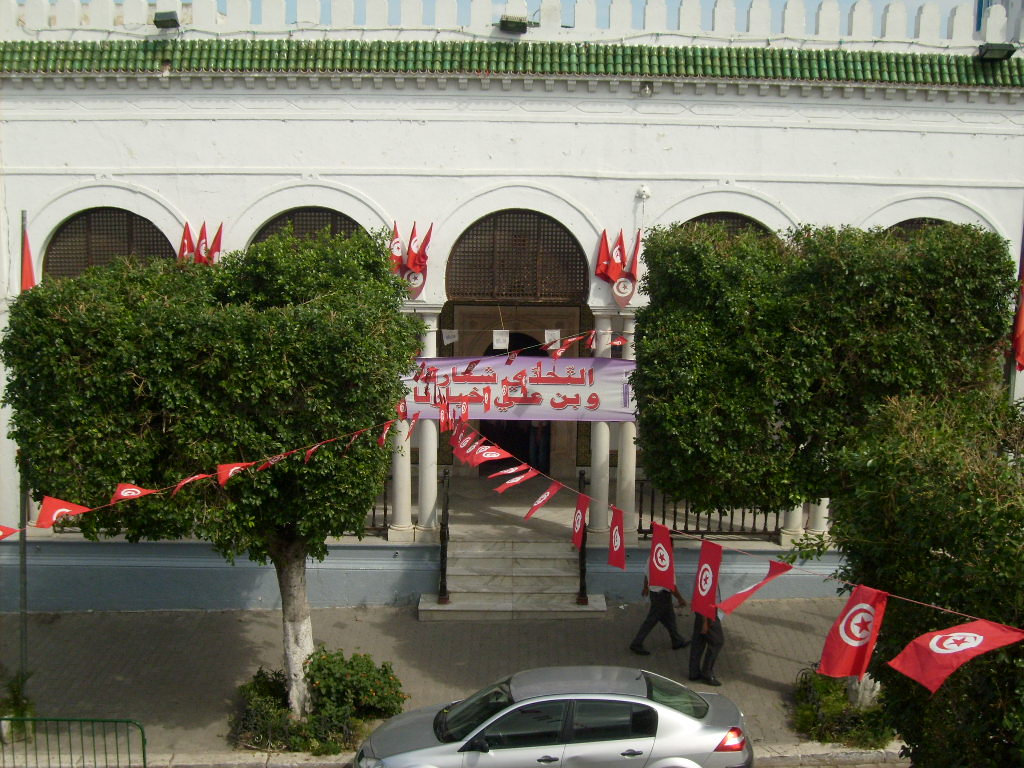
Siège du comité de Tunis-Ville.

Le RCD compte 28 comités de coordination, un pour chaque gouvernorat, exception faite du gouvernorat de Tunis qui en compte cinq (Tunis-Ville, El Ouardia, Le Bardo, El Menzah et La Marsa). Trois comités ont été progressivement créés à l'étranger : celui de Paris en 1989, puis celui de Rome et celui de Bonn en 2008. Les responsables des comités de coordination ayant le titre de secrétaire général sont nommés et non pas élus. Le règlement intérieur prévoit l'élection des membres des comités, ce que Ben Ali a évoqué lors de la clôture des travaux du comité central le 22 octobre 2005, mais cette règle n'est toujours pas appliquée.
Les membres du comité de coordination sont le secrétaire général, les secrétaires généraux-adjoints, les membres du comité central, les secrétaires généraux des fédérations, les parlementaires (députés et conseillers) élus dans la circonscription électorale du comité, les secrétaires généraux régionaux de la JCD et de l'ERCD, le secrétaire général universitaire de l'ERCD et un représentant des résistants ; les responsables administratifs régionaux membres du RCD sont aussi appelés à prendre part aux réunions du comité de coordination.

#### Fédérations
Le RCD compte en 2008 362 fédérations, 327 couvrant toutes les délégations du pays — réparties parmi les 28 comités de coordination —, et 35 fédérations réparties sur certains pays étrangers où vivent un nombre important de Tunisiens. La fédération est dirigée par un secrétaire général élu.

#### Cellules
Ces structures de base du RCD sont en 2008 au nombre de 8 803 couvrant l'ensemble du territoire national et 508 rassemblant les Tunisiens à l'étranger vivant dans les pays suivants : France, Italie, Allemagne, Belgique, Luxembourg, Autriche, Pays-Bas, Canada, Suède, Suisse, Mauritanie, Royaume-Uni, Ukraine, Espagne et États-Unis.
Chaque cellule est chapeautée quant à elle par un président élu. Ce sont les membres des cellules du RCD qui élisent par ailleurs les membres des fédérations.

### Organisations de jeunesse

#### Jeunesse constitutionnelle démocratique
La Jeunesse constitutionnelle démocratique (JCD) se dit l'héritière du mouvement des Jeunes Tunisiens, son premier congrès s'étant tenu en 1937. La JCD est une organisation se proclamant « avant-gardiste et progressiste » et qui cherche à réunir toutes les catégories de la jeunesse tunisienne « aspirant à participer à l'action politique, économique, sociale et culturelle », au sein du RCD, « suivant ses orientations et ses principes ». Dirigée par un bureau national, la JCD jouit de l'autonomie de gestion.
Le cinquième congrès après 1987 s'est tenu les 20 et 21 janvier 2007, présidé par le secrétaire général adjoint chargé de la jeunesse, Abdelwaheb Jmal. La JCD compte 460 000 adhérents en 1997.

#### Organisation des étudiants du RCD
Avant l'avènement de Ben Ali le 7 novembre 1987, les étudiants du PSD étaient réunis au sein de l'Organisation nationale des étudiants destouriens (ONED), dont le dernier bureau exécutif avait été élu au congrès de Ben Arous en 1985. Celui-ci se trouva influencé par les résultats du XIIe congrès du PSD tenu en 1986, baptisé « Congrès de la Résistance », au cours duquel certains membres dont le secrétaire général sont écartés. D'autres membres ont tenté ensuite d'organiser un congrès extraordinaire. La vie syndicale étudiante est marquée à cette période par la désorganisation de l'Union générale des étudiants de Tunisie, affaiblie à partir du congrès de Korba tenu en 1971.
L'ONED est rebaptisée Organisation des étudiants du RCD (ERCD) après le congrès de 1988 tenu dans le campus de l'École nationale d'ingénieurs de Tunis ; Mohamed Ghariani est alors élu secrétaire général et placé à la tête de son bureau national. L'organisation devient très influente dans les milieux étudiants, remportant presque toujours la totalité des sièges de délégués au sein des conseils scientifiques des établissements universitaires. Lors des dernières élections en date, tenues le 19 décembre 2008, les étudiants destouriens ont remporté 94,7 % des sièges et 100 % des représentations dans les conseils des universités. Son huitième congrès après 1987 s'est tenu le 9 août 2008 au siège du parti et a été présidé par le secrétaire général adjoint chargé de la jeunesse, Kamel Haj Sassi. Les congrès précédents se sont tenus en 1991, 1994, 1997 (présidé par le secrétaire général du RCD Abdelaziz Ben Dhia), 2000, 2003 et 2006.
L'ERCD est dotée d'une structure complexe ; elle est dirigée par un bureau national de treize membres élus lors du congrès national et complété par des structures régionales doubles :
- les bureaux universitaires, au nombre de onze, regroupent les sections au niveau de chaque établissement universitaire public ;
- les comités régionaux, liés à chaque comité de coordination de la Tunisie métropolitaine, dirigent les comités locaux établis au niveau des fédérations territoriales, qui rassemblent les étudiants originaires de chaque ville, sans obligation d'y faire leurs études supérieures.

Enfin, existent les sections de l'étranger, qui peuvent s'organiser sous la direction des bureaux de coordination, mais restent de facto liés directement au bureau national.
L'ensemble des membres du bureau national et des secrétaires généraux des bureaux universitaires et des comités régionaux forment le Conseil national de l'ERCD. L'organisation compte environ 75 000 adhérents.

#### Union tunisienne des organisations de jeunesse
L'Union tunisienne des organisations de jeunesse (UTOJ) est l'organe national principal de coordination de la jeunesse en Tunisie. L'organisation, fondée en 1971, compte onze organisations membres, dont la JCD, l'ERCD, la Jeunesse scolaire, les Scouts tunisiens, l'Organisation nationale de l'enfance tunisienne, l'Association tunisienne des auberges et tourisme des jeunes (ATATJ), la Jeunesse féminine et l'Association tunisienne d'action volontaire. L'organe supérieur de la politique de l'UTOJ est son conseil national qui compte un bureau national et des bureaux régionaux et locaux. Son secrétaire général dès 2010 est Moncef Ben Mansour, président de l'ATATJ.
Le but de l'UTOJ est de servir d'un organe de coordination et de représentation pour les organisations tunisiennes de la jeunesse et de canal de communication et de coopération pour le développement national et la coopération internationale. L'UTOJ organise des séminaires, des conférences, des ateliers de formation, des groupes d'étude, des voyages, des activités culturelles, des projets volontaires de camp et des activités récréatives et sportives. Elle est affiliée à l'Assemblée mondiale de la jeunesse.

## Activités

### Commémorations
Le Rassemblement constitutionnel démocratique organise des cérémonies sous la présidence d'un membre du bureau politique ou d'un ministre membre du comité central. Ces cérémonies viennent commémorer un événement du mouvement national tunisien ou le décès d'une figure historique du parti. Sous la présidence de Ben Ali ont eu lieu des cérémonies pour célébrer son arrivée au pouvoir le 7 novembre 1987 et la Fête de l'arbre, chaque deuxième dimanche du mois de novembre.

#### Événements du mouvement national
| Date anniversaire | Lieu de déroulement             | Nature de l'événement            |
| ----------------- | ------------------------------- | -------------------------------- |
| 5 janvier 1950    | Borj Cédria                     | Affrontements                    |
| 22 janvier 1952   | Sousse                          | Révolution armée                 |
| 22 janvier 1952   | Ouerdanine                      | Révolution armée                 |
| 23 janvier 1952   | Béni Khalled                    | Révolution armée                 |
| 23 janvier 1952   | Téboulba                        | Révolution armée                 |
| 23 janvier 1952   | Moknine                         | Révolution armée                 |
| 24 janvier 1952   | Kélibia                         | Révolution armée                 |
| 29 janvier 1952   | Tazarka                         | Révolution armée                 |
| 8 février 1958    | Sakiet Sidi Youssef             | Bombardement                     |
| 2 mars 1934       | Ksar Hellal                     | Congrès fondateur du Néo-Destour |
| 9 avril 1938      | Monument des martyrs de Séjoumi | Fête des Martyrs                 |
| 9 avril 1938      | Cimetière du Djellaz            | Fête des Martyrs                 |
| 25 mai 1958       | Remada                          | Bataille de l'évacuation         |
| 5 septembre 1934  | Moknine                         | Agitations du Néo-Destour        |
| 15 octobre 1963   | Bizerte                         | Évacuation de Bizerte            |
| 13 novembre 1954  | Bargou                          | Révolution armée                 |

#### Leaders nationalistes
| Date de décès     | Lieu de célébration  | Leader célébré    |
| ----------------- | -------------------- | ----------------- |
| 25 janvier 1993   | Monastir             | Hédi Nouira       |
| 6 avril 2000      | Monastir             | Habib Bourguiba   |
| 13 avril 1998     | Cimetière du Djellaz | Bahi Ladgham      |
| 25 juin 1967      | Cimetière du Djellaz | Ahmed Tlili       |
| 29 juin 1965      | Cimetière du Djellaz | Taïeb Mehiri      |
| 13 septembre 1953 | Sfax                 | Hédi Chaker       |
| 1er octobre 1985  | Radès                | Abdallah Farhat   |
| 23 octobre 1969   | Cimetière du Djellaz | Mongi Slim        |
| 26 octobre 2001   | El Hamma             | Jallouli Farès    |
| 13 décembre 1972  | Cimetière du Djellaz | Mahmoud El Materi |
| 22 décembre 1949  | Cimetière du Djellaz | Habib Thameur     |

## Résultats électoraux

### Élection présidentielle
| Année | Candidat                | Voix      | %       | Résultat |
| ----- | ----------------------- | --------- | ------- | -------- |
| 1989  | Zine el-Abidine Ben Ali | 2 087 028 | 100 %   | Élu      |
| 1994  | Zine el-Abidine Ben Ali | 2 987 375 | 100 %   | Élu      |
| 1999  | Zine el-Abidine Ben Ali | 3 269 067 | 99,45 % | Élu      |
| 2004  | Zine el-Abidine Ben Ali | 4 202 292 | 94,49 % | Élu      |
| 2009  | Zine el-Abidine Ben Ali | 4 238 711 | 89,62 % | Élu      |

### Élections législatives
| Année | Voix      | %       | Rang | Sièges    | Gouvernements                                              |
| ----- | --------- | ------- | ---- | --------- | ---------------------------------------------------------- |
| 1989  | 1 633 004 | 80,60 % | 1er  | 141 / 141 | Baccouche II (1988-1989) et III (1989), Karoui (1989-1994) |
| 1994  | 2 768 667 | 97,70 % | 1er  | 140 / 163 | Karoui                                                     |
| 1999  |           | 81,32 % | 1er  | 148 / 182 | Ghannouchi I                                               |
| 2004  | 3 678 645 | 87,70 % | 1er  | 152 / 214 | Ghannouchi I                                               |
| 2009  |           | 84,59 % | 1er  | 161 / 214 | Ghannouchi I (2009-2011) et II (2011)                      |